# Márcio Reinaldo
Marcio Reinaldo Dias Moreira (Sete Lagoas, 3 de novembro de 1942) é um político brasileiro.
Marcio Reinaldo foi deputado federal por cinco mandatos consecutivos e prefeito de Sete Lagoas. Bacharel em Ciências Econômicas pela Universidade Federal de Minas Gerais (UFMG), também é pós-graduado em Planejamento e Administração Pública e possui especialização em Saúde Pública.